# Orde voor de Militaire Gezondheidszorg

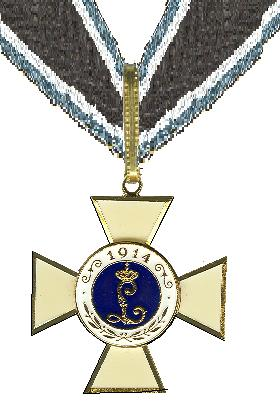
Het kruis der Eerste Klasse van de "Militär-Sanitäts-Orden". Particuliere verzameling Groningen

De Orde voor de Militaire Gezondheidszorg (Duits: Militär-Sanitäts-Orden) werd op 16 oktober 1914 door de Beierse koning Lodewijk III ingesteld als een Orde van Verdienste in twee klassen voor "diegenen die moeite en gevaar niet schuwden bij het vervullen van hun plichten als arts op het slagveld of in het veldlazeret".

De eerste klasse werd aan een lint om de hals gedragen, de tweede klasse werd aan een lint op de borst gedragen.

De Orde werd weinig verleend en is daarmee de zeldzaamste van de historische orden van Beieren.
 De 16 oudste dragers genoten een jaarlijks pensioen.

Het kruis der Eerste Klasse is van goud en het Kruis der Tweede Klasse is van zilver. In dat laatste kruis is ook in het medaillon overal zilver in plaats van goud gebruikt.
De Orde is de opvolger van het in 1812 door koning Maximiliaan I Jozef ingestelde "Gouden Ereteken voor het Militaire ziekenzorg-personeel" (Duits: "Goldenes Militär-Sanitätsehrenzeigen") dat in 1815 en 1870 werd vernieuwd. Er was ook een zilveren ereteken.
Ook toen genoten de 16 oudste gedecoreerden een pensioen.
Op de keerzijde staat "FÜR VERDIENSTE IM KRIEGE" binnen een gouden lauwerkrans.
Sint Anna-orde ·
Bloemenorde ·
Sint-Elisabeth-orde ·
Orde van de Fürstprängler ·
Huisridderorde van de Heilige Georg ·
Ridderlijk Gezelschap van de Heilige Georg in Franken ·
Huisridderorde van de Heilige Michaël ·
Huisridderorde van Sint-Hubertus ·
Orde van Verdienste van de Beierse Kroon ·
Orde van de Leeuw van de Palts ·
Ludwigsorde ·
Militaire Max Joseph-Orde ·
Maximiliaansorde voor Wetenschap en Kunst ·
Beierse Maximiliaansorde voor Wetenschap en Kunst ·
Orde voor de Militaire Gezondheidszorg ·
Ordre de Parfaite Amitié ·
Orde van de Rode Adelaar ·
Theresia-orde ·
Beierse Orde van Verdienste ·
Orde van Militaire Verdienste ·
Ludwigsmedaille
Zie ook: Ridderorden in Beieren · Onderscheidingen in Beieren